# Высокая Гора (Коми)
Высокая Гора (коми Высокӧй Гӧра) — деревня в Усть-Цилемском районе Республики Коми России. Входит в состав сельского поселения Усть-Цильма.

## История
В «Списке населенных мест Российской империи», изданном в 1861 году, населённый пункт упомянут как деревня Мезенского уезда (2-го стана), при реке Печоре, расположенная в 693 верстах от уездного города Мезень. В деревне имелось 26 дворов и проживало 196 человека (108 мужчин и 88 женщин).
По состоянию на 1920 год, в деревне Высогорской имелось 15 дворов и проживало 59 человек (24 мужчины и 35 женщин). В административном отношении деревня входила в состав Устьцилемского общества Устьцилемской волости Печорского уезда.

## География
Деревня находится в северо-западной части Республики Коми, на левом берегу реки Печоры, к северу от села Усть-Цильма, административного центра района. Абсолютная высота — 62 метра над уровнем моря.
Часовой пояс
Деревня Высокая Гора, как и вся Республика Коми, находится в часовой зоне МСК (московское время). Смещение применяемого времени относительно UTC составляет +3:00.

## Население
| 2010 |
| ---- |
| 0    |

## Улицы
Уличная сеть деревни состоит из одной улицы (ул. Центральная).